# Colorado Rockies
Colorado Rockies (til tider kaldt the Rocks/Rox) er et professionelt amerikansk baseballhold fra Denver, Colorado. De spiller i National League Western Division i Major League Baseball. Deres stadion hedder Coors Field.
Colorado Rockies er et af de nyligst tilkomne Major League Baseball-hold. Det blev skabt i 1993, da holdet sammen med Florida Marlins kom med i National League som såkaldte expansion teams, der udvidede ligaens størrelse. Klubben har aldrig vundet sin division, men er endt som bedste toer (Wild Card-hold) i 1995 og 2007.
Hjemmebanen for Rockies, Coors Field, er berygtet for at give udprægede fordele til hitters frem for pitchers. Stadionet er placeret i næsten 1,6 kilometers højde over havet, og den tynde luft og mindskede luftfugtighed har i alle banens leveår placeret den blandt de absolut mest favorable steder at score runs og slå home runs. Endvidere mener mange spillere, at curveballs ofte mister deres skarpe dyk i bjergluften, hvilket gør det svært at være pitcher i Coors Field. Som et forsøg på at modvirke disse effekter installerede holdet i 2002 en humidor, som justerer luftfugtigheden omkring boldene, før de bliver brugt i kamp. Dette har ført til et mærkbart fald i de offensive tal i Coors Field.
Fra 1998 til 2006 sluttede Rockies på intet tidspunkt over fjerdepladsen i divisionen, men i 2007 iværksatte holdet et utroligt comeback i sæsonens afgørende måned, da de vandt 14 af deres sidste 15 kampe. Dermed endte holdet på en delt andenplads med San Diego Padres, hvilket nødvendiggjorde en tiebreakkamp om Wild Card-titlen, som Rockies vandt i 13. inning. Holdet gik ubsejret igennem de to første runder af slutspillet, men i World Series måtte de strække våben over for Boston Red Sox, der besejrede Colorado i blot fire kampe.
Blandt Colorados profiler i 2021 kan nævnes outfielder Charlie Blackmon (en) , som fire gange er blevet valgt til All-Star-kampen, og infielder Trevor Story (en). Den toneangivende baseballanalytiker Bill James udpegede i 2007 Colorado Rockies som det major league-hold, der har flest unge talenter.